# Nosophora taihokualis
Nosophora taihokualis is een vlinder uit de familie van de grasmotten (Crambidae). De wetenschappelijke naam van de soort is voor het eerst gepubliceerd in 1918 door Embrik Strand.
De soort komt voor in Taiwan.